# Věž svatého Mikuláše (Coca)

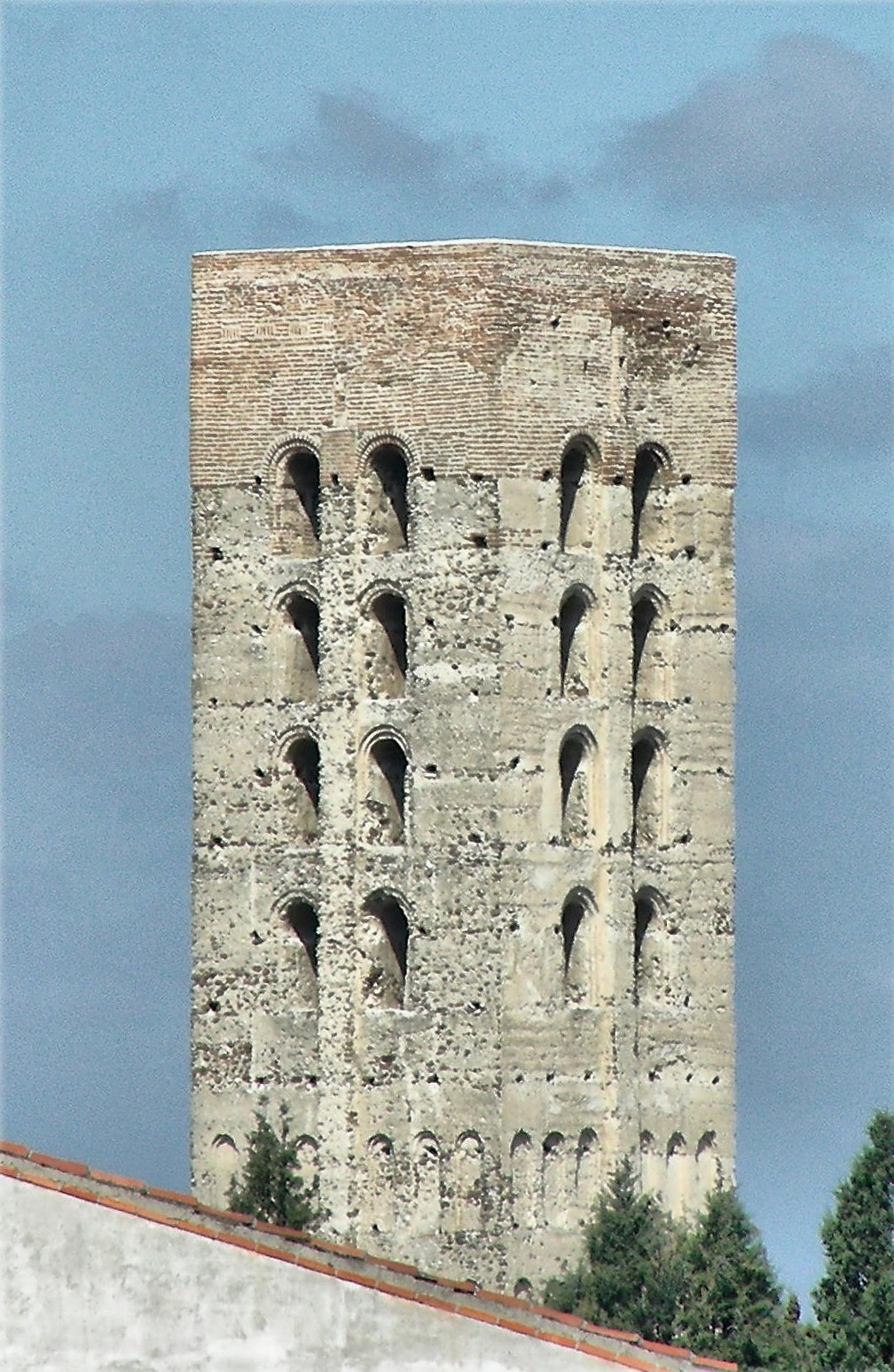
Věž svatého Mikuláše

Věž svatého Mikuláše, (španělsky Torre de San Nicolás) je středověká věž v gotickomudejarském stylu v španělském městě Coca. Jsou to pozůstatky bývalého kostela stejného jména, který byl ruinou již v 18. století. Dnes jsou v terénu patrné základy v okolí věže.
Datum vzniku stavby je nejasné, poprvé je kostel zmiňován v roce 1247. Věž je postavena z kamene a cihel a má čtvercový půdorys. Uvnitř je kovové schodiště, které nahradilo původní dřevěné. Její podoba byla patrně inspirována minaretem.
Roku 1931 byla prohlášena španělskou kulturní památkou.